# میشل سالگادو
میشل سالگادو (به اسپانیایی: Míchel Salgado) بازیکن فوتبال اهل اسپانیا است که در باشگاه‌های سلتاویگو، سالامانکا، رئال مادرید و بلکبرن بازی کرد.
این مدافع از سال ۱۹۹۸ تا ۲۰۰۶ میلادی عضو تیم ملی فوتبال اسپانیا بوده و در ۵۳ بازی ملی حضور داشته‌است. او در بازی‌های ملی‌اش گلی به‌ثمر نرساند.

## افتخارات
- لالیگا : ۲۰۰۰-۲۰۰۱ ، ۲۰۰۲-۲۰۰۳ ، ۲۰۰۶-۲۰۰۷ ، ۲۰۰۷-۲۰۰۸
- لیگ قهرمانان اروپا : ۱۹۹۹-۲۰۰۰ ، ۲۰۰۱-۲۰۰۲
- سوپرجام اروپا : ۲۰۰۲
- سوپرجام اسپانیا : ۲۰۰۱ ، ۲۰۰۳ ، ۲۰۰۸
- جام باشگاه های جهان : ۲۰۰۲